# Ivan Čuković
Ivan Čuković (Gerištof, 11. svibnja 1865. − Velikovec, Austrija, 11. rujna 1944.), hrvatski svećenik iz redova lazarista, vjerski pisac, borac za hrvatski jezik u austrijskom školstvu.

## Životopis
Rodio se je u obitelji Hrvata u Gradišću, u Gerištofu. Nakon što je završio bogoslovlje bio je kapelanom. Potom je pristupio lazaristima i radu u misijama. Kad je Gradišće 1921. godine razdijeljeno između Austrije i Mađarske, bio je u prosvjetnim dužnostima, u Odjelu za nastavu u Kiseloj Vodi (Sauerbrunnu). Nakon toga opet je duhovnikom i vodi župe.

## Djela
Djela:
- Žitak svetih, hagiografsko djelo
- nekoliko molitvenika
- mnoštvo djela nabožne naravi
- Ča pokojni povidadu (primjerak nije poznat, 1921.)
- Črljeni sv. škapular (1898.)
- Črljeni sv. škapular (1898.)
- Čudnotvorna medalja (o. 1898.)
- Čudnovita Dogadanja i Podilenja milošćov pri jednom Propielu va Španjolskom (o. 1920.)
- Družtvo Svetoga Mihovila Arkangjela (1905.)
- Gemma Galgani (1921.)
- Hodi u Purgatorium! (1902.)
- Jedno je potribno! Skrbi za svoju dušu! Svečevanje dana (?)
- Ivan Čuković(?): Jezuš i Marija, molitvene i jačkene knjige (primjerak nije poznat, 1910.)
- Jezuš i Marija prelipa zrcala kršćanskoga žitka Molitvene knjige s vsimi crikvenimi jačkami (1906.)
- Jezuš i Marija prelipa zrcala kršćanskoga žitka Molitve knjige s vsimi crikvenimi jačkami (1906.)
- Jezuš i Marija prelipa zrcala kršćanskoga žitka Molitvene knjige s vsimi crikvenimi jačkami (1906.)
- Jezuš i Marija prelipa zrcala kršćanskoga žitka Molitvene knjige s vsimi crikvenimi jačkami (1906.)
- Jezuš i Marija prelipa zrcala kršćanskoga žitka. Molitvene knjige s vsimi crikvenimi jačkami (1912.)
- Jezuš i Marija prelipa zrcala kršćanskoga žitka. Molitvene knjige s vsimi crikvenimi jačkami (1913.)
- Jezuš i Marija prelipa zrcala kršćanskoga žitka. Molitvene knjige s vsimi crikvenimi jačkami (1918.)
- Katoličanska knjižnica. Dva dari Jezuša ter Marie na obrambu kršćanskoga ljuctva (o. 1897.)
- Katoličanska knjižnica. Pilj blažene divice Marie, ili Nepretelj sv. Bogarodice (?)
- Katoličanska knjižnica. Žitak i smrt blaženoga mučenika Ivan-Gabriel Perboara missionara iz družtva Sv. Vincena Pavlinskoga (o. 1893. – 1894.)
- Katoličanska knjižnica. Žitak i smrt Svetoga Vincena Pavlanskoga nareditelja družtva missionarov ter milosrdni sestrâ (1897.)
- Kratko Podučenje zvrhu presvetih marijanskih Očenašev. Osebujno za kotrige toga bratinstva (1899.)
- Kršćansko-Katoličansko Cvetje Molitve i dobri nauki za mladinu i za odrasene (1898.)
- Kršćansko-katoličansko Cvetje molitve i dobri nauki za mladinu i za odrašene (1912.)
- Kršćansko katol. cvietje, molitvene knjizice za dicu krez frakanavskoga g. farnika (primjerak nije poznat, 1910.)
- Male molitvene knjige za školare iz cvetja iznete (1905.)
- Nasledovanje Blažene Divice Marije (1921.)
- Naša hrvacka knjižarnica. Žitak svete Notburge (1921.)
- Naša hrvacka knjižarnica. II. Broj. Popišovanje sudnjega dneva polag svetoga pisma (?)
- Naša hrvacka knjižarnica. 3. Broj. Anton Szemeliker filežki farnik mučenik komunizma (o. 1919.)
- Najlipše Gjungje kršćanskoga srca (1899.)
- Nedilja. Polag Jezuita Tóth je spisal za nase Horvacko ljuctvo Ivan Čuković Misijonar (1903.)
- Nekoliko ljubeznih ričih na naše ministrante (1898.)
- Očuvaj Svoju Dušu! Neg jedno je potrĕbno. Odsljen neka grišiti (?)
- Pismo Misijonara na našu hrvacku mladinu (1899.)
- Pobožnost k Božanskomu Srcu Jezuša i k presvetomu Srcu Blažene Divice Marije (?)
- Pobožnost k Božanskomu Srcu Jezuša, Podučenje i molitve osebujno za kotrige ovoga bratinstva (1898.)
- Pobožnost k Božanskomu Srcu Jezuša, Podučenje i molitve osebujno za kotrige ovoga bratinstva (1908.)
- Pobožnost k Božanskomu Srcu Jezuša, Podučenje i molitve osebujno za kotrige ovoga bratinstva (1915.)
- Pobožnost za lipi Marijin misec Majuš (1899.)
- Popožnost za lipi Marijin misec Majuš (1906.)
- Posluhni: Ča bi ti bilo dobro i znan potribno? (1899.)
- Pravila Družtva Sv. Mihovila Arkangyela (1906.)
- Spominak na prvo sveto pričešćanje (1899.)
- Svete jačke za pohodnike Marijanskih shodišćov (1916.)
- Sveti Angjel Čuvar. Molitvene knjige za katoličansku dicu (1916.)
- Štacia za kotrige oltarskoga bratinstva (1895.)
- Tovaruštvo Marijanskoga pomirenja u Wilteni (1902.)
- Vsakidanja hrana kršćansko-katoličanske duše. Naredne molitve i hasnoviti nauki za vsakorjačke prilike kršćanskoga žitka (1898.)
- Vsakidanja hrana kršćansko-katoličanske duše (1898.)
- Vsakidanja hrana kršćansko-katoličanske duše (1902.)
- Zrcalo Družtva Marijanske Dice (1904.)
- Zvanriedno dite milošće. Kornelia mala ljubica Božanstva zvana (o. 1921.)
- Žitak Svete Terezije od ditešca Jezuša iz reda Karmelitankov (1921.)
- Žitak svetih. Za hrvacko ljuctvo izdelal: Misijonar Ivan Čuković (1897.)